# Michael Maestlin
Pour les articles homonymes, voir Maestlin.
Michael Maestlin (également orthographié Mästlin, Möstlin ou Moestlin), né le 30 septembre 1550 à Göppingen, mort le 20 octobre 1631 à Tübingen, est un astronome et mathématicien wurtembergeois, connu pour être le mentor de Johannes Kepler.

## Carrière
Maestlin étudie la théologie, les mathématiques et l'astronomie au Tübinger Stift, à Tübingen, une ville du Wurtemberg. Il obtient la maîtrise en 1571 et devient, en 1576, diacre luthérien à Backnang, tout en continuant ses études dans cette ville.
En 1580, il est professeur de mathématiques à l'université de Heidelberg. En 1582, il rédige une introduction populaire à l'astronomie. À partir de 1583 et pendant 47 ans, Il enseigne l'astronomie à l'université de Tübingen .
Johannes Kepler (1571-1630) comptait parmi ses étudiants. Bien qu'il enseignât, au départ, la représentation géocentrique traditionnelle du Système solaire selon Ptolémée, Maestlin fut aussi l'un des premiers à accepter et à enseigner la représentation héliocentrique de Copernic. Maestlin correspondait fréquemment avec Kepler et joua un rôle significatif dans son adoption du système copernicien. Souvent, on lui attribue aussi à tort l'adoption de l'héliocentrisme par Galilée.
Le premier calcul connu d'une approximation décimale du nombre d'or {\displaystyle \varphi } a été écrit par Maestlin en 1597 sur une lettre de Kepler à propos du triangle de Kepler : Maestlin donne {\displaystyle \varphi -1\approx 0,6180340} .